# Wola Lipieniecka
Wola Lipieniecka – przystanek osobowy zlokalizowany w Rudzie Wielkiej w gminie Wierzbica w powiecie radomskim w woj. mazowieckim. Znajduje się niedaleko miejscowości Wola Lipieniecka Duża w gminie Jastrząb w powiecie szydłowieckim.
Przystanek powstał pomiędzy 1984 a 1985 rokiem. 

## Ruch pasażerski[2]
| Rok  | Wymiana pasażerska na dobę |
| ---- | -------------------------- |
| 2017 | 100-149                    |
| 2018 | 100-149                    |
| 2019 | 150-199                    |
| 2020 | 100-149                    |
| 2021 | 150-199                    |
| 2022 | 200-299                    |
| 2023 | 200-299                    |

Na przystanku zatrzymują się pociągi osobowe Kolei Mazowieckich relacji Skarżysko-Kamienna – Radom. Przystanek w latach 1945-1994 miał także posterunek odstępowy.